# 세이프 헤이븐
《세이프 헤이븐》(영어: Safe Haven)은 2013년 공개된 미국의 로맨틱 판타지 드라마 스릴러 영화이다.

## 줄거리
노스캐롤라이나주 사우스포트에서 새 삶을 시작한 케이티는 종업원 일을 하면서 이웃 조와 친해지고, 상처했으며 아이 둘을 둔 잡화점 주인 앨릭스와 연인 사이가 된다. 사실 케이티는 가정폭력을 휘두르는 보스턴 형사 남편 케빈으로부터 도망친 상태였고, 결국 마을에 독립기념일 행진이 있는 날 케빈이 나타나는데...

## 출연
- 조시 더멜 - 앨릭스 휘틀리 역
- 줄리앤 허프 - 에린 티어니 / 케이티 펠드먼 역
- 코비 스멀더스 - 칼리 휘틀리 / 조 역
- 데이비드 라이언스 - 케빈 티어니 형사 역
- 노아 로맥스 - 조시 휘틀리 역
- 미미 커클런드 - 렉시 휘틀리 역
- 아이린 지글러 - 펠드먼 부인 역
- 로빈 멀린스 - 매디 역
- 레드 웨스트 - 로저 역
- 컬런 모스 - 보안관보 배스 역
- 마이크 프니우스키 - 로빈슨 경위 역
- 릭 라이츠

## 기타 제작진
- 배역: 리처드 멘토
- 세트: 패트릭 캐시디
- 의상: 리 레버렛